# Mandapeta
Mandapeta è una suddivisione dell'India, classificata come municipality, di 47.115 abitanti, situata nel distretto del Godavari Orientale, nello stato federato dell'Andhra Pradesh. In base al numero di abitanti la città rientra nella classe III (da 20.000 a 49.999 persone).

## Geografia fisica
La città è situata a 16° 52' 0 N e 81° 55' 60 E e ha un'altitudine di 15 m s.l.m..

## Società

### Evoluzione demografica
Al censimento del 2001 la popolazione di Mandapeta assommava a 47.115 persone, delle quali 23.477 maschi e 23.638 femmine. I bambini di età inferiore o uguale ai sei anni assommavano a 5.350, dei quali 2.687 maschi e 2.663 femmine. Infine, coloro che erano in grado di saper almeno leggere e scrivere erano 29.368, dei quali 15.344 maschi e 14.024 femmine.